# Copley Fielding

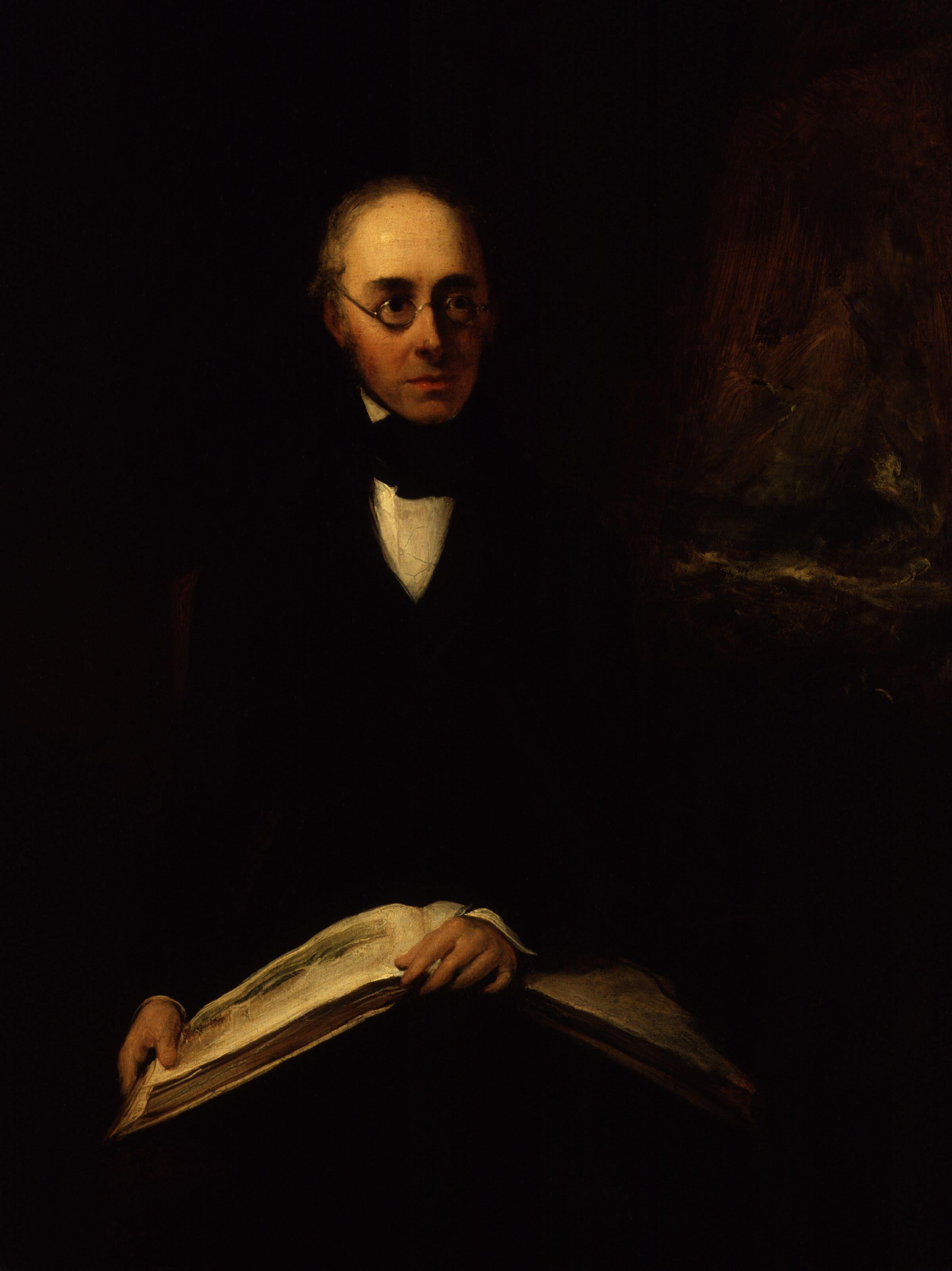
Antony Vandyke Copley Fielding, William Boxall, Ausstellung 1843

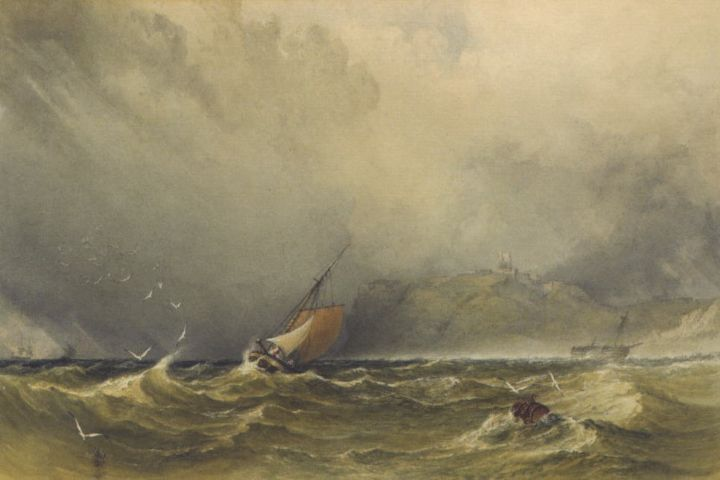
Scarborough Castle (1854)

Copley Anthony Vandyke Fielding (* 22. November 1787 in Sowerby, West Yorkshire; † 3. März 1855 in Worthing, Sussex) war ein englischer Maler und Zeichner.

## Leben
Fielding, Sohn des Porträtmalers Nathan Theodore Fielding (um 1775–1818), zeichnete sich besonders in der Aquarellmalerei aus und galt geraume Zeit hindurch für den Hauptvertreter dieser Kunst, wie er auch 24 Jahre lang von 1831 bis an seinen Tod die Stelle des Präsidenten der Society of Painters in Water Colours bekleidete.
Ungemein produktiv, wenn auch nicht frei von Manieriertheit, leistete er namentlich in Landschaften und Seestücken Treffliches. Er starb am 3. März 1855 in Brighton.
Der Maler und Zeichner Theodore Henry Fielding (1781–1851) war sein Bruder.
Einer seiner Schüler war der Maler und Aquarellist William Callow.